# Chrysobothris ignicollis
Chrysobothris ignicollis es una especie de escarabajo del género Chrysobothris, familia Buprestidae. Fue descrita científicamente por Horn en 1885.
Mide entre 6-7 mm.
Se encuentra California, Texas, Kansas y Idaho.